# Taman Mulyo
Taman Mulyo is een bestuurslaag in het regentschap Ogan Komering Ulu van de provincie Zuid-Sumatra, Indonesië. Taman Mulyo telt 981 inwoners (volkstelling 2010).